# Liga dos Campeões da CAF
A Liga dos Campeões da CAF (em inglês: CAF Champions League) é uma competição anual de clubes de futebol a nível continental, organizada pela Confederação Africana de Futebol (CAF) e disputada por clubes africanos, sendo a competição de clubes mais prestigiada no futebol desse continente, disputada pelas equipas mais bem classificadas nos respectivos campeonato nacionais na época anterior.
É a competição que indica o representante africano na Copa Intercontinental da FIFA e no Mundial de Clubes FIFA.
O torneio teve início em 1964, com o nome de Copa Africana dos Campeões, até o ano de 1997, quando o nome do torneio foi modificado, passou a se chamar Liga dos Campeões da África, também foi feito um novo regulamento, com o objetivo de juntar as 42 equipes vencedoras dos campeonatos nacionais de clubes para que disputem o maior troféu do futebol na África.
A reunião da CAF realizada no Cairo, Egito, entre 4 e 5 de julho de 1996, tinha por objetivo realizar um campeonato inter-africano mais eficaz e interessante, com a participação dos clubes campeões. Assim começou oficialmente a Liga dos Campeões da CAF em 1997.

## História

### Década de 1970
O Hafia FC da Guiné foi o primeiro clube a vencer a competição por três vezes, quando dominaram o futebol africano nós anos de 1970, vencendo a Liga dos Campeões da CAF por três vezes, em 1972, 1975 e 1977, e dois vices em 1976 e 1978 com grandes jogadores como Chérif Souleymane, e Papa Camara. Recebeu o direito de levar o troféu para casa definitivamente, a CAF iniciou-se um novo troféu em diante.
Times camaroneses venceram a Copa dos Campeões em quatro oportunidades, Canon, campeão em 1971, 1978 e 1980 com grandes jogadores como o goleiro Thomas N'Kono, com passagens pelo futebol europeu (Espanyol), e Jean Manga Onguéné, eleito o melhor jogador africano em 1980; Union Doula, campeão em 1979.
O Mazembe, após 40 anos de jejum, fez história no continente africano ao ser bicampeão da Champions em 2009 e 2010, jogando os mundiais de clubes, sendo o primeiro time de fora da Europa e América do Sul a disputar a final do Mundial de Clubes da FIFA de 2010.
O Apartheid deixou a África do Sul fora de competições internacionais durante mais de 30 anos entre 1961 e 1992. Em 1993, a África do Sul pela primeira vez na história entra com participantes nas competições da CAF, o Kaizer Chiefs foi o primeiro clube sul-africano a jogar na Liga dos Campeões da CAF.
Em 2008 o Estádio Internacional do Cairo, recebeu a sua 13° final em sua história, muitas histórias para contar.

### Anos 1980, domínio egípcio
Com grandes atuações de Jean Manga Onguéné, eleito o melhor jogador africano do ano 1980, Canon Yaoundé é tricampeão.
JS Kabylie se torna campeão pela primeira vez em 1981, o primeiro título para o futebol argelino.
Mahmoud El Khatib marca 3 vezes nas finais. Em 1982, Al Ahly é campeã pela primeira vez da África. Voltando a se sagrar campeão em 1987.
Em 1983 o Asante Kotoko chega em sua sexta final, Opoku Nti marca o único gol das finais, dando o troco no Al Ahly, campeã anterior em cima do Asante Kotoko, El Khatib seria eleito o melhor jogador africano do ano, Opoku Mto em segundo.
Seguindo os paços de seu maior rival, Zamalek conquista seu primeiro troféu 1984. Imbalado, o clube volta as semifinais em 1985, mas cai nos pênaltis para o clube  FAR Rabat, que seria campeão pela primeira vez da África, com Mohamed Timoumi eleito o melhor jogador africano do ano, sendo o último jogador a ganhar esse prêmio enquanto jogava futebol em um país africano.
Em 1986, Zamalek é bicampeã nós pênaltis em cima do Africa Sports.
Após cair nas oitavas em sua primeira participação na competição em 1987 para o Canon Yaoundé, ES Sétif chega em sua primeira final em 1988 ao eliminar os atuais campeões Al Ahly nas semifinais, nas finais e Campeões.

### Virada histórica
Após um Al Ahly 3-1 Espérance no Estádio Borg El Arab em Alexandria, o Espérance de Tunes não desistiram e no jogo de volta no Estádio Olímpico de Radès com mais de 60 mil torcedores, fez 3-0 com dois gols de Saad Bguir e aos 86 Anice Badri fez o gol do título que coroou o terceiro título  do Espérance.

### Reedição da final de 2011 com polêmicas
Wydad x Espérance mais uma vez se enfrentaram em uma final de Champions, Espérance de Tunes levou a melhor mais uma vez, após 1-1 em Casablanca, no jogo de volta ganhando por 1-0, no minuto 59 da partida Walid El Karti marcou o gol para o Wydad Casablanca o qual foi posteriormente anulado devido a marcação de impedimento pelo bandeirinha. Devido uma falha no árbitro assistente de vídeo (VAR) a revisão do lance não pode ser realizada. Acreditando que o gol foi válido o Wydad Casablanca protestou da decisão e a partida foi interrompida. Após 80 minutos de paralisação o Wydad Casablanca foi considerado como desistente da partida o que definiu a vitória do Espérance de Tunis e consenquentemente assegurando o título da competição. Entretanto a CAF decidiu em 5 de junho de 2019 que a partida de volta deva ser disputada novamente em uma sede fora da Tunísia e o Espérance de Tunis deverá devolver as medalhas e o troféu da competição. Entretanto a decisão de se disputar uma segunda partida de volta foi revogada pelo Tribunal Arbitral do Esporte em 31 de julho de 2019. Também foi requerido que a CAF tomasse uma decisão seguindo as suas próprias estruturas disciplinares. E em 7 de agosto de 2019 o Espérance de Tunis foi declarado oficialmente campeão após o Comitê Disciplinar da CAF confirmar que o Wydad Casablanca foi considerado o perdedor da partida.

### Dérbi do Cairo em uma final de Champions da Africa
Pela primeira vez, clubes do mesmo país se enfrentaram numa final de Liga dos Campeões da CAF, uma das maiores rivalidades desportivas do mundo, Al Ahly venceu por 2-1  o Zamalek, com gols de Amr El Solia (Al Ahly) e Mohamed Magdy e Shikabala (Zamalek), no Estádio Internacional do Cairo.

## Troféu da competição
O primeiro troféu levou o nome de Kwame Nkrumah, que acabou sendo mantido pela equipe do Hafia FC em 1977, o primeiro clube a ganhar três vezes. Foi substituído por um troféu doado pelo ditador da Guiné, Ahmed Sékou Touré, que foi reivindicado pelo Zamalek em 1993, após a sua terceira vitória na competição.

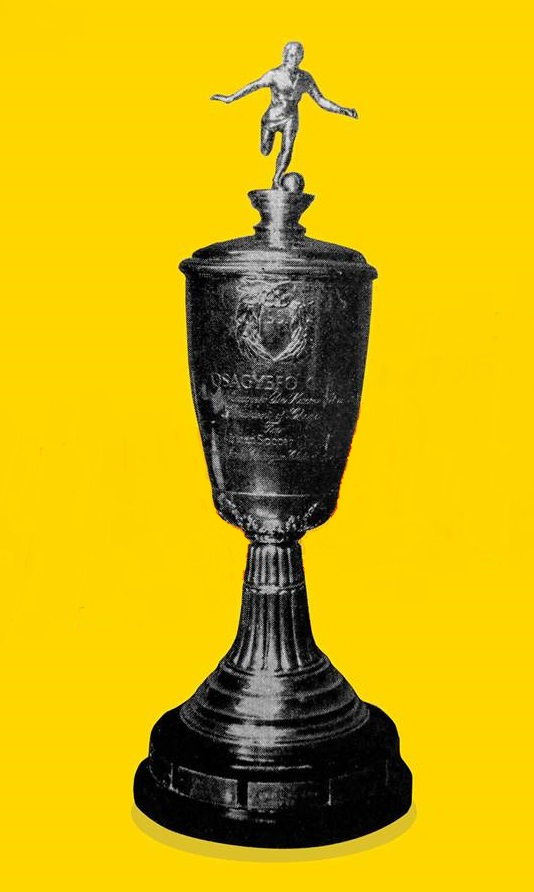
Troféu entregue de 1964 a 1977
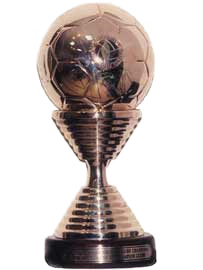
Troféu entregue de 1994 a 2006
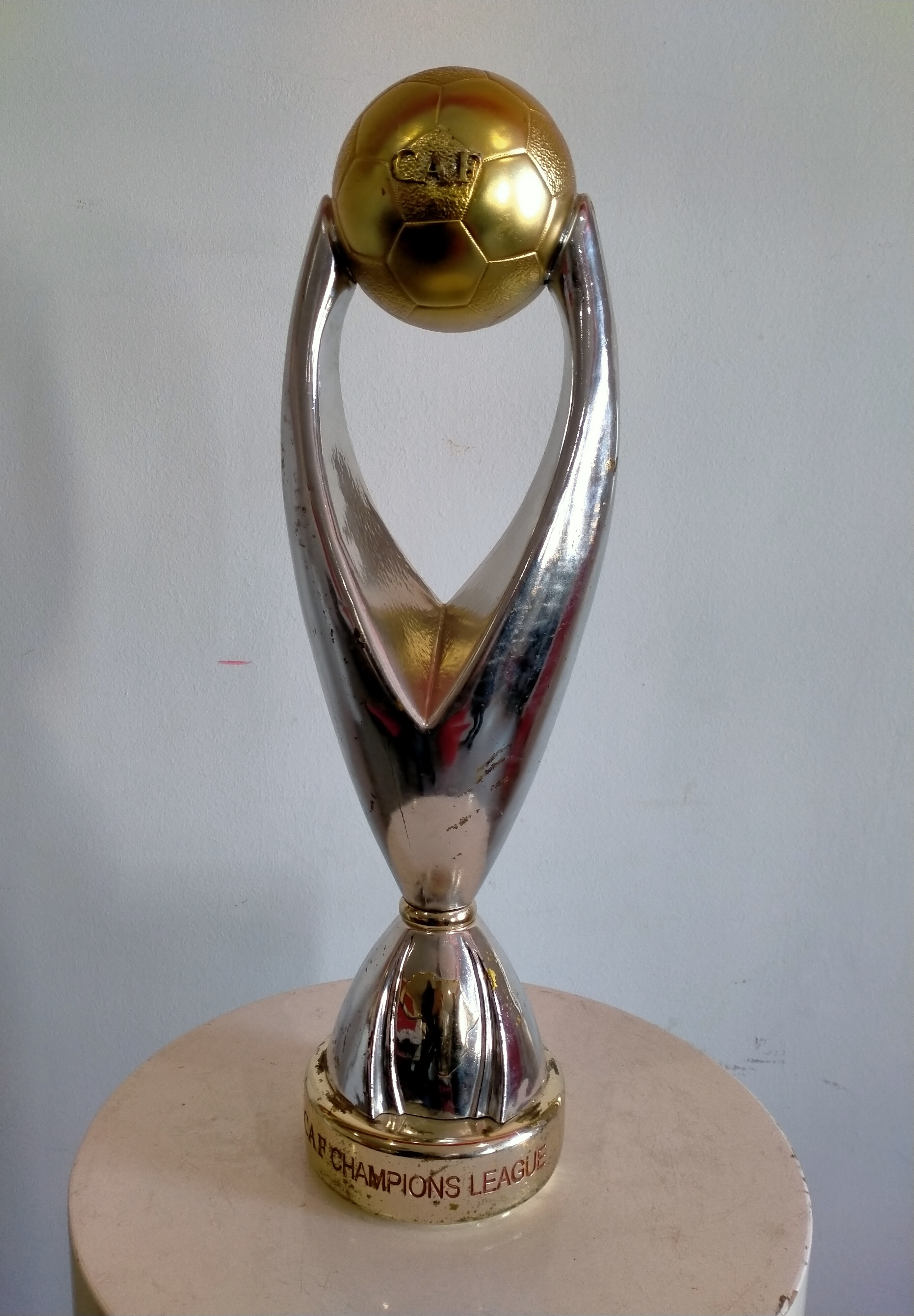
Troféu entregue desde 2007

## Campeões

Zamalek x Al Ahly na final de 2019-20 no Estádio Internacional do Cairo
Wydad x Espérance no primeiro jogo da final da Liga dos Campeões da CAF de 2018–19 no Estádio Príncipe Moulay Abdellah
Elenco titular da primeira partida da final de 2018
Wydad x Al Ahly na final da Liga dos Campeões da CAF de 2017 no Estádio Mohammed V, El Karti marcou o único gol da partida aos 69' do segundo tempo
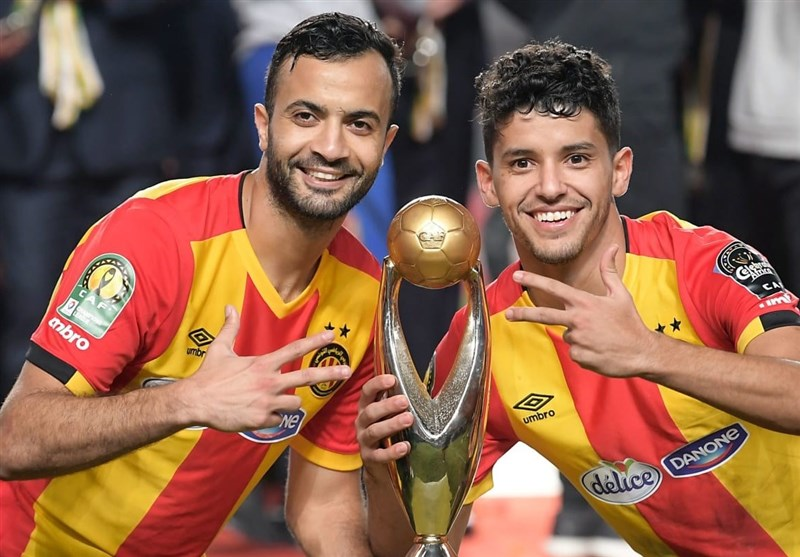
Os campeões Badri e Bguir com o troféu da Liga dos Campeões da CAF de 2018
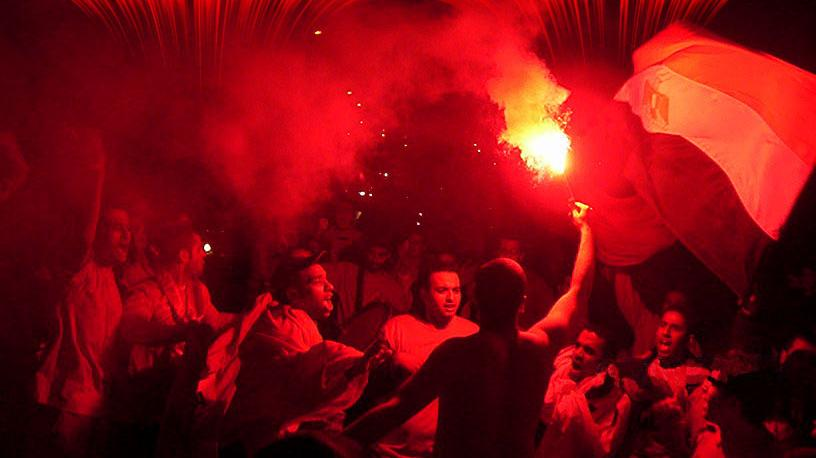
Torcedores do Al Ahly comemorando depois de vencer a Liga dos Campeões da CAF de 2005
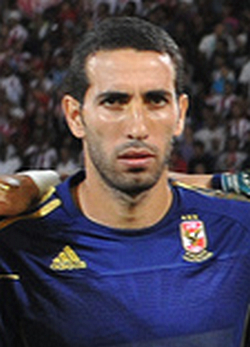
Mohamed Aboutrika, do Al Ahly (Egito), é o maior artilheiro da história da Liga dos Campeões da CAF, com 31 gols
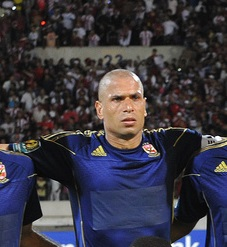
Wael Gomaa, do Al Ahly (Egito), é o jogador que mais vezes venceu a liga em 6 oportunidades: (2001, 2005, 2006, 2008, 2012 e 2013)

## Títulos por clube
| Clube              | Título(s) | vice(s) | Ano do(s) título(s)                                                                | Ano do(s) vice(s)               |
| ------------------ | --------- | ------- | ---------------------------------------------------------------------------------- | ------------------------------- |
| Al-Ahly            | 12        | 5       | 1982, 1987, 2001, 2005, 2006, 2008, 2012, 2013, 2019–20, 2020–21, 2022–23, 2023–24 | 1983, 2007, 2017, 2018, 2021–22 |
| Zamalek            | 5         | 3       | 1984, 1986, 1993, 1996, 2002                                                       | 1994, 2016, 2019–20             |
| TP Mazembe         | 5         | 2       | 1967, 1968, 2009, 2010, 2015                                                       | 1969, 1970                      |
| Espérance de Tunis | 4         | 5       | 1994, 2011, 2018, 2018–19                                                          | 1999, 2000, 2010, 2012, 2023–24 |
| Wydad Casablanca   | 3         | 3       | 1992, 2017, 2021–22                                                                | 2011, 2018–19, 2022–23          |
| Hafia              | 3         | 2       | 1972, 1975, 1977                                                                   | 1976, 1978                      |
| Raja Casablanca    | 3         | 1       | 1989, 1997, 1999                                                                   | 2002                            |
| Canon              | 3         | 0       | 1971, 1978, 1980                                                                   |                                 |
| Asante Kotoko      | 2         | 5       | 1970, 1983                                                                         | 1967, 1971, 1973, 1982, 1993    |
| JS Kabylie         | 2         | 0       | 1981, 1990                                                                         |                                 |
| Enyimba            | 2         | 0       | 2003, 2004                                                                         |                                 |
| ES Sétif           | 2         | 0       | 1988, 2014                                                                         |                                 |
| Hearts of Oak      | 1         | 2       | 2000                                                                               | 1977, 1979                      |
| Étoile du Sahel    | 1         | 2       | 2007                                                                               | 2004, 2005                      |
| Vita               | 1         | 2       | 1973                                                                               | 1981, 2014                      |
| Mamelodi Sundowns  | 1         | 2       | 2016                                                                               | 2001, 2024–25                   |
| Mimosas            | 1         | 1       | 1998                                                                               | 1995                            |
| Ismaily            | 1         | 1       | 1969                                                                               | 2003                            |
| Orlando Pirates    | 1         | 1       | 1995                                                                               | 2013                            |
| Oryx               | 1         | 0       | 1964–65                                                                            |                                 |
| Stade d'Abidjan    | 1         | 0       | 1966                                                                               |                                 |
| CARA Brazzaville   | 1         | 0       | 1974                                                                               |                                 |
| MC Alger           | 1         | 0       | 1976                                                                               |                                 |
| Union Douala       | 1         | 0       | 1979                                                                               |                                 |
| FAR Rabat          | 1         | 0       | 1985                                                                               |                                 |
| Club Africain      | 1         | 0       | 1991                                                                               |                                 |
| Pyramids           | 1         | 0       | 2024–25                                                                            |                                 |
| Dragons            | 0         | 2       |                                                                                    | 1980, 1985                      |
| Al-Hilal Club      | 0         | 2       |                                                                                    | 1987, 1992                      |
| Shooting Stars FC  | 0         | 2       |                                                                                    | 1984, 1996                      |
| Heartland          | 0         | 2       |                                                                                    | 1988, 2009                      |
| Stade Malien       | 0         | 1       |                                                                                    | 1964–65                         |
| Étoile Filante     | 0         | 1       |                                                                                    | 1968                            |
| Simba FC           | 0         | 1       |                                                                                    | 1972                            |
| Ghazl El-Mehalla   | 0         | 1       |                                                                                    | 1974                            |
| Enugu Rangers      | 0         | 1       |                                                                                    | 1975                            |
| Africa Sports      | 0         | 1       |                                                                                    | 1986                            |
| MC Oran            | 0         | 1       |                                                                                    | 1989                            |
| Nkana FC           | 0         | 1       |                                                                                    | 1990                            |
| Villa SC           | 0         | 1       |                                                                                    | 1991                            |
| AS Real Bamako     | 0         | 1       |                                                                                    | 1996                            |
| Ashanti Gold SC    | 0         | 1       |                                                                                    | 1997                            |
| Dynamos FC         | 0         | 1       |                                                                                    | 1998                            |
| CS Sfaxien         | 0         | 1       |                                                                                    | 2006                            |
| Coton Sport FC     | 0         | 1       |                                                                                    | 2008                            |
| USM Alger          | 0         | 1       |                                                                                    | 2015                            |
| Kaizer Chiefs      | 0         | 1       |                                                                                    | 2020–21                         |

1. ↑  Torneios de 1967, 1968 e 1969 disputados com o nome de TP Engelbert
2. ↑  Torneio de 1981 disputado com o nome de JE Tizi-Ouzou
3. ↑  Campanhas realizadas com o nome de AS Bilima
4. ↑  Torneio de 1988 disputado com o nome de Iwuanyanwu Nationale FC
5. ↑  Campanha realizada com o nome de Obuasi Goldfields

## Performance por país
| País                           | Títulos | Vices | Clubes campeões                                              | Clubes vices                                                      |
| ------------------------------ | ------- | ----- | ------------------------------------------------------------ | ----------------------------------------------------------------- |
| Egito                          | 19      | 10    | - Al-Ahly (12) - Zamalek (5) - Ismaily (1) - Pyramids (1)    | - Al-Ahly (5) - Zamalek (3) - Ismaily (1) - Ghazl El-Mehalla (1)  |
| Marrocos                       | 7       | 4     | - Raja Casablanca (3) - Wydad Casablanca (3) - FAR Rabat (1) | - Wydad Casablanca (3) - Raja Casablanca (1)                      |
| Tunísia                        | 6       | 8     | - Espérance (4) - Étoile du Sahel (1) - Club Africain (1)    | - Espérance de Tunis (5) - Étoile du Sahel (2) - Sfaxien (1)      |
| República Democrática do Congo | 6       | 6     | - Mazembe (5) - Vita (1)                                     | - Mazembe (2) - Dragons (2) - Vita (2)                            |
| Argélia                        | 5       | 2     | - JS Kabylie (2) - ES Sétif (2) - MC Alger (1)               | - MC Oran (1) - USM Alger(1)                                      |
| Camarões                       | 5       | 1     | - Canon (3) - Union Douala (1) - Oryx (1)                    | - CotonSport (1)                                                  |
| Gana                           | 3       | 8     | - Asante Kotoko (2) - Hearts of Oak (1)                      | - Asante Kotoko (5) - Hearts of Oak (2) - Ashanti Gold (1)        |
| Guiné                          | 3       | 2     | - Hafia (3)                                                  | - Hafia (2)                                                       |
| Nigéria                        | 2       | 5     | - Enyimba (2)                                                | - Shooting Stars (2) - Heartland (2) - Enugu Rangers (1)          |
| África do Sul                  | 2       | 4     | - Orlando Pirates (1) - Mamelodi Sundowns (1)                | - Mamelodi Sundowns (2) - Orlando Pirates (1) - Kaizer Chiefs (1) |
| Costa do Marfim                | 2       | 2     | - ASEC Mimosas (1) - Stade d'Abidjan (1)                     | - ASEC Mimosas (1) - Africa Sports (1)                            |
| República do Congo             | 1       | 0     | - CARA Brazzaville (1)                                       |                                                                   |
| Mali                           | 0       | 2     |                                                              | - Real Bamako (1) - Stade Malien (1)                              |
| Sudão                          | 0       | 2     |                                                              | - Al-Hilal (2)                                                    |
| Uganda                         | 0       | 2     |                                                              | - Simba (1) - Villa (1)                                           |
| Togo                           | 0       | 1     |                                                              | - Étoile Filante (1)                                              |
| Zâmbia                         | 0       | 1     |                                                              | - Nkana (1)                                                       |
| Zimbábue                       | 0       | 1     |                                                              | - Dynamos (1)                                                     |

## Performance por cidades
| Pais                           | Cidade      | N° |
| ------------------------------ | ----------- | -- |
| Egito                          | Cairo       | 18 |
| Marrocos                       | Casablanca  | 6  |
| Tunísia                        | Tunis       | 5  |
| República Democrática do Congo | Lubumbashi  | 5  |
| Guiné                          | Conakri     | 3  |
| Camarões                       | Yaoundé     | 3  |
| Costa do Marfim                | Abidjã      | 2  |
| Argélia                        | Tizi-Ouzou  | 2  |
| Argélia                        | Sétif       | 2  |
| Nigéria                        | Aba         | 2  |
| Camarões                       | Douala      | 2  |
| Gana                           | Kumasi      | 2  |
| Gana                           | Accra       | 1  |
| África do Sul                  | Joanesburgo | 1  |
| África do Sul                  | Pretória    | 1  |
| Marrocos                       | Rabat       | 1  |
| Tunísia                        | Sousse      | 1  |
| Argélia                        | Argel       | 1  |
| Egito                          | Ismaília    | 1  |
| República Democrática do Congo | Kinshasa    | 1  |
| Congo                          | Brazzaville | 1  |

## Técnicos campeões
| Ano  | Clube              | Técnico                            | Títulos |
| ---- | ------------------ | ---------------------------------- | ------- |
| 1964 | Oryx               | Samuel Missipo                     | 01      |
| 1966 | Stade d'Abidjan    | Luc Olivier                        | 01      |
| 1967 | Mazembe            | Célestin Tambwe Laye               | 02      |
| 1968 | Mazembe            | Célestin Tambwe Laye               | 01      |
| 1969 | Ismaily            | Ali Osman                          | 01      |
| 1970 | Asante Kotoko      | E.J. Aggrey-Fynn                   | 01      |
| 1971 | Canon              | Peter Schnittger                   | 01      |
| 1972 | Hafia              | László Budai                       | 01      |
| 1973 | Vita               | Kalambaye Ngoie                    | 01      |
| 1974 | CARA Brazzaville   | Cicerone Manolache                 | 01      |
| 1975 | Hafia              | Petre Moldoveanu + Boubacar Fofana | 01      |
| 1976 | MC Alger           | Hamid Zouba                        | 01      |
| 1977 | Hafia              | Nabi Camara + Boubacar Fofana      | 02      |
| 1978 | Canon              | Ivan Ridanovic                     | 01      |
| 1979 | Union Douala       | Théophile Abong                    | 01      |
| 1980 | Canon              | Branco Zutic                       | 01      |
| 1981 | JS Kabylie         | Stéfan Zywotko                     | 01      |
| 1982 | Al-Ahly            | Mahmoud El-Gohary                  | 01      |
| 1983 | Asante Kotoko      | Ibrahim Sunday                     | 01      |
| 1984 | Zamalek            | Mahmoud Abouregaila                | 01      |
| 1985 | FAR Rabat          | José Faria                         | 01      |
| 1986 | Zamalek            | Richie Barker                      | 01      |
| 1987 | Al-Ahly            | Anwar Salama                       | 01      |
| 1988 | ES Sétif           | Mokthar Arribi                     | 01      |
| 1989 | Raja Casablanca    | Rabah Saâdane                      | 01      |
| 1990 | JS Kabylie         | Stéfan Zywotko                     | 02      |
| 1991 | Africain           | Ilie Balaci                        | 01      |
| 1992 | Wydad Casablanca   | Yuri Sebastianko                   | 01      |
| 1993 | Zamalek            | Mahmoud El-Gohary                  | 02      |
| 1994 | Espérance de Tunis | Faouzi Benzarti                    | 01      |
| 1995 | Orlando Pirates    | Ronald Mkhandawire                 | 01      |
| 1996 | Zamalek            | Werner Olk                         | 01      |
| 1997 | Raja Casablanca    | Vahid Halilhodžić                  | 01      |
| 1998 | ASEC Mimosas       | Oscar Fullone                      | 01      |
| 1999 | Raja Casablanca    | Oscar Fullone                      | 02      |
| 2000 | Hearts of Oak      | Cecil Jones Attuquayefio           | 01      |
| 2001 | Al-Ahly            | Manuel Jose                        | 01      |
| 2002 | Zamalek            | Carlos Alberto Cabral              | 01      |
| 2003 | Enyimba            | Kadiri Ikhana                      | 01      |
| 2004 | Enyimba            | Okey Emordi                        | 01      |
| 2005 | Al-Ahly            | Manuel Jose                        | 02      |
| 2006 | Al-Ahly            | Manuel Jose                        | 03      |
| 2007 | Étoile du Sahel    | Bertrand Marchand                  | 01      |
| 2008 | Al-Ahly            | Manuel Jose                        | 04      |
| 2009 | Mazembe            | Diego Garzitto                     | 01      |
| 2010 | Mazembe            | Lamine N'Diaye                     | 01      |
| 2011 | Espérance de Tunis | Nabil Maâloul                      | 01      |
| 2012 | Al-Ahly            | Hossam El-Badry                    | 01      |
| 2013 | Al-Ahly            | Mohamed Youssef                    | 01      |
| 2014 | ES Sétif           | Kheirredine Madoui                 | 01      |
| 2015 | Mazembe            | Patrice Carteron                   | 01      |
| 2016 | Mamelodi Sundowns  | Pitso Mosimane                     | 01      |
| 2017 | Wydad Casablanca   | Houcine Ammouta                    | 01      |
| 2018 | Espérance de Tunis | Moïne Chaâbani                     | 01      |
| 2019 | Espérance de Tunis | Moïne Chaâbani                     | 02      |
| 2020 | Al-Ahly            | Pitso Mosimane                     | 02      |
| 2021 | Al-Ahly            | Pitso Mosimane                     | 03      |
| 2022 | Wydad Casablanca   | Walid Regragui                     | 01      |
| 2023 | Al-Ahly            | Marcel Koller                      | 01      |
| 2024 | Al-Ahly            | Marcel Koller                      | 02      |
| 2025 | Pyramids           | Krunoslav Jurčić                   | 01      |

## Estádios com mais finais
| Estádio                              | Foto | País          | Anos                                                                                     |
| ------------------------------------ | ---- | ------------- | ---------------------------------------------------------------------------------------- |
| Estádio Internacional do Cairo       |      | Egito         | 1969, 1982, 1983, 1984, 1986, 1987, 1993, 1994, 1996, 2001, 2002, 2006, 2008, 2020, 2024 |
| Estádio Mohamed V                    |      | Marrocos      | 1989, 1992, 1997, 2002, 2011, 2017, 2021, 2022, 2023                                     |
| Estádio Tata Raphaël                 |      | RD Congo      | 1967, 1968, 1969, 1970, 1973, 1980, 1981, 2014                                           |
| Estádio Baba Yara                    |      | Gana          | 1967, 1970, 1971, 1973, 1982, 1983, 1993                                                 |
| Estadio Olímpico de Radès            |      | Tunísia       | 2006, 2010, 2011, 2012, 2018, 2019                                                       |
| Estádio 28 de Setembro               |      | Guiné         | 1972, 1975, 1976, 1977, 1978                                                             |
| Estádio El Menzah                    |      | Tunísia       | 1991, 1994, 1999, 2000                                                                   |
| Estádio Borg El Arab                 |      | Egito         | 2012, 2016, 2017, 2018                                                                   |
| Accra Sports Stadium                 |      | Gana          | 1964, 1977, 1979, 2000                                                                   |
| Estádio Olímpico de Sousse           |      | Tunísia       | 2004, 2005, 2007                                                                         |
| Estádio Frederic Kibassa Maliba      |      | RD Congo      | 1985, 2009, 2010                                                                         |
| Estádio Príncipe Moulay Abdellah     |      | Marrocos      | 1985, 2019                                                                               |
| Estádio Ahmadou Ahidjo               |      | Camarões      | 1978, 1979                                                                               |
| Estádio Roumdé Adjia                 |      | Camarões      | 1980, 2008.                                                                              |
| Estádio 5 de julho de 1962           |      | Argélia       | 1976, 1990                                                                               |
| Estádio Nacional de Lagos            |      | Nigéria       | 1975, 1984                                                                               |
| Estádio Loftus Versfeld              |      | África do Sul | 2001, 2025                                                                               |
| Estádio Len Clay                     |      | Gana          | 1997                                                                                     |
| Stade TP Mazembe                     |      | RD Congo      | 2015                                                                                     |
| Estádio da Academia Militar do Cairo |      | Egito         | 2005                                                                                     |
| Estádio Osman Ahmed Osman            |      | Egito         | 2013                                                                                     |
| Military Stadium                     |      | Camarões      | 1971                                                                                     |
| Estádio 1 de novembro                |      | Argélia       | 1981.                                                                                    |
| Estádio Mohamed Hamlaoui             |      | Argélia       | 1988                                                                                     |
| Estádio Mustapha Tchaker             |      | Argélia       | 2014                                                                                     |
| Estádio Ahmed Zabana                 |      | Argélia       | 1989                                                                                     |
| Estádio Omar Hamadi                  |      | Argélia       | 2015                                                                                     |
| Enyimba International Stadium        |      | Nigéria       | 2003                                                                                     |
| Estádio Nacional Moshood Abiola      |      | Nigéria       | 2004                                                                                     |
| Estádio Adamasingba                  |      | Nigéria       | 1996                                                                                     |
| Estádio Obafemi Awolowo              |      | Nigéria       | 1988                                                                                     |
| Estádio Dan Anyiam                   |      | Nigéria       | 2009                                                                                     |
| Estádio FNB                          |      | África do Sul | 1995                                                                                     |
| Orlando Stadium                      |      | África do Sul | 2013                                                                                     |
| Lucas Masterpieces Moripe Stadium    |      | África do Sul | 2016                                                                                     |
| Estádio 30 de Junho                  |      | Egito         | 2025                                                                                     |

## Artilheiros
| Ano                                       | Jogador                                                                                | Clube                                     | Gols                                      |
| Era da Taça dos Clubes Campeões Africanos | Era da Taça dos Clubes Campeões Africanos                                              | Era da Taça dos Clubes Campeões Africanos | Era da Taça dos Clubes Campeões Africanos |
| ----------------------------------------- | -------------------------------------------------------------------------------------- | ----------------------------------------- | ----------------------------------------- |
| 1964–65                                   | Salif Kéïta                                                                            | Stade Malien                              | 3                                         |
| 1966                                      | Salif Kéïta                                                                            | Stade Malien                              | 14                                        |
| 1967                                      | Mahmoud Badawi Ahmed El-Qazzaz Osei Kofi Pierre Kalala Leonard Saidi Kamunda Tshinabu  | El-Olympi Asante Kotoko Mazembe           | 2                                         |
| 1968                                      | Pierre Kalala                                                                          | Mazembe                                   | 7                                         |
| 1969                                      | Ali Abo Greisha                                                                        | Ismaily                                   | 7                                         |
| 1970                                      | Pierre Kalala                                                                          | Mazembe                                   | 4                                         |
| 1971                                      | Cecil Jones Attuquayefio                                                               | Great Olympics                            | 6                                         |
| 1972                                      | Godfrey Chitalu                                                                        | Kabwe Warriors                            | 13                                        |
| 1973                                      | Chérif Souleymane                                                                      | Hafia                                     | 5                                         |
| 1974                                      | Paul Moukila                                                                           | CARA Brazzaville                          | 10                                        |
| 1975                                      | N’Jo Léa                                                                               | Hafia                                     | 4                                         |
| 1976                                      | Abdeslam Bousri                                                                        | MC Alger                                  | 5                                         |
| 1977                                      | El Khatib                                                                              | Al Ahly                                   | 4                                         |
| 1978                                      | Seydouba Bangoura Mayanga Maku                                                         | Hafia Vita                                | 2                                         |
| 1979                                      | Ally Thuwen                                                                            | Simba                                     | 3                                         |
| 1980                                      | Jean Manga Onguéné                                                                     | Canon                                     | 9                                         |
| 1981                                      | El Khatib                                                                              | Al Ahly                                   | 6                                         |
| 1982                                      | El Khatib                                                                              | Al Ahly                                   | 6                                         |
| 1983                                      | El Khatib                                                                              | Al Ahly                                   | 6                                         |
| 1984                                      | Felix Owolabi                                                                          | Shooting Stars                            | 5                                         |
| 1985                                      | Mokhtar Chibani Saad Dahane Abdellah Haidamou Abderrazak Khairi                        | GCR Mascara FAR Rabat                     | 4                                         |
| 1986                                      | Gamal Abdel Hamid                                                                      | Zamalek                                   | 7                                         |
| 1987                                      | El Khatib                                                                              | Al Ahly                                   | 5                                         |
| 1988                                      | Abdeslam Laghrissi                                                                     | FAR Rabat                                 | 7                                         |
| 1989                                      | Mourad Meziane                                                                         | MC Oran                                   | 5                                         |
| 1990                                      | Nasser Bouiche                                                                         | JS Kabylie                                | 7                                         |
| 1991                                      | Faouzi Rouissi Adel Sellimi                                                            | Africain                                  | 6                                         |
| 1992                                      | Kenneth Malitoli                                                                       | Nkana                                     | 6                                         |
| 1993                                      | Ayman Mansour                                                                          | Zamalek                                   | 5                                         |
| 1994                                      | Anthony Nwaigwe                                                                        | Heartland                                 | 7                                         |
| 1995                                      | Deblah Kofi Sékou Bamba                                                                | Ashanti Gold ASEC Mimosas                 | 4                                         |
| 1996                                      | Ahmed El-Kass Ayman Mansour Tarek Mostafa Mohamed Sabry Julien Ndagano Skander Souayah | Zamalek APR Sfaxien                       | 2                                         |
| Era da Liga dos Campeões                  |                                                                                        |                                           |                                           |
| 1997                                      | Kossi Noutsoudje                                                                       | Obuasi Goldfields                         | +7                                        |
| 1998                                      | Aseged Tesfaye Reda Ereyahi                                                            | Ethiopian Coffee Raja Casablanca          | 6                                         |
| 1999                                      | Hossam Hassan                                                                          | Al Ahly                                   | 6                                         |
| 2000                                      | Emmanuel Osei Kuffour                                                                  | Hearts of Oak                             | 10                                        |
| 2001                                      | Kapela Mbiyavanga                                                                      | Petro Atlético                            | 9                                         |
| 2002                                      | Ahmed Belal Antonin Koutouan Hicham Aboucherouane                                      | Al Ahly ASEC Mimosas Raja Casablanca      | 7                                         |
| 2003                                      | Dramane Traoré                                                                         | Ismaily                                   | 8                                         |
| 2004                                      | Mamadou Diallo                                                                         | USM Alger                                 | 10                                        |
| 2005                                      | Mohamed Barakat Joetex Frimpong                                                        | Al Ahly Enyimba                           | 7                                         |
| 2006                                      | Aboutrika                                                                              | Al Ahly                                   | 8                                         |
| 2007                                      | Trésor Mputu                                                                           | Mazembe                                   | 9                                         |
| 2008                                      | Stephen Worgu                                                                          | Enyimba                                   | 13                                        |
| 2009                                      | Dioko Kaluyituka                                                                       | Mazembe                                   | 8                                         |
| 2010                                      | Michael Eneramo                                                                        | Espérance                                 | 8                                         |
| 2011                                      | Edward Sadomba                                                                         | Al-Hilal                                  | 7                                         |
| 2012                                      | Emmanuel Clottey                                                                       | Berekum Chelsea                           | 12                                        |
| 2013                                      | Alexis Yougouda Kada                                                                   | Coton Sport                               | 7                                         |
| 2014                                      | El Hedi Belameiri                                                                      | Sétifienne                                | 6                                         |
| 2015                                      | Mbwana Samatta                                                                         | Mazembe                                   | 8                                         |
| 2016                                      | Mfon Udoh                                                                              | Enyimba                                   | 9                                         |
| 2017                                      | Taha Yassine Khenissi Saladin Said                                                     | Espérance Saint George                    | 7                                         |
| 2018                                      | Anice Badri                                                                            | Espérance                                 | 8                                         |
| 2018–19                                   | Moataz Al-Mehdi                                                                        | Al-Nasr                                   | 7                                         |
| 2019–20                                   | Jackson Muleka                                                                         | Mazembe                                   | 7                                         |
| 2020–21                                   | Mohamed Sherif                                                                         | Al Ahly                                   | 6                                         |
| 2021–22                                   | Tiago Azulão                                                                           | Petro Atlético                            | 6                                         |
| 2022–23                                   | Bouly Junior Sambou Fiston Mayele                                                      | Wydad Casablanca Young Africans           | 7                                         |
| 2023–24                                   | Sankara William Karamoko                                                               | ASEC Mimosas                              | 4                                         |
| 2024–25                                   | Fiston Mayele                                                                          | Pyramids                                  | 6                                         |

## Estatística
Os 20 clubes com mais presença nas semifinais.
| País                           | Clube              | #  | Anos |
| ------------------------------ | ------------------ | -- | --- |
| Egito                          | Al-Ahly SC         | 22 | 1981, 1982, 1983, 1987, 1988, 1999, 2000, 2001, 2005, 2006, 2007, 2008, 2010, 2012, 2013, 2017, 2018, 2020, 2021, 2022, 2023, 2024, 2025. |
| Tunísia                        | Espérance de Tunis | 15 | 1994, 1999, 2000, 2001, 2003, 2004, 2010, 2011, 2012, 2013, 2018, 2019, 2021, 2023, 2024.                                                 |
| República Democrática do Congo | TP Mazembe         | 13 | 1967, 1968, 1969, 1970, 1972, 2002, 2009, 2010, 2012, 2014, 2015, 2019, 2024.                                                             |
| Egito                          | Zamalek            | 11 | 1984, 1985, 1986, 1993, 1994, 1996, 1997, 2002, 2005, 2016, 2020.                                                                         |
| Gana                           | Asante Kotoko      | 10 | 1967, 1969, 1970, 1971, 1973, 1982, 1983, 1987, 1990, 1993.                                                                               |
| Costa do Marfim                | ASEC Mimosas       | 9  | 1971, 1976, 1992, 1993, 1995, 1998, 1999, 2002, 2006.                                                                                     |
| Marrocos                       | Wydad Casablanca   | 9  | 1992, 2011, 2016, 2017, 2019, 2020, 2021, 2022, 2023.                                                                                     |
| Sudão                          | Al Hilal           | 7  | 1966, 1987, 1992, 2007, 2009, 2011, 2015.                                                                                                 |
| África do Sul                  | Mamelodi Sundowns  | 7  | 2000, 2001, 2016, 2019, 2023, 2024, 2025.                                                                                                 |
| Guiné                          | Hafia FC           | 6  | 1969, 1972, 1975, 1976, 1977, 1978. |
| Zâmbia                         | Nkana FC           | 6  | 1983, 1986, 1989, 1990, 1991, 1994. |
| Marrocos                       | Raja Casablanca    | 6  | 1989, 1997, 1999, 2002, 2005, 2020. |
| Argélia                        | JS Kabylie         | 5  | 1981, 1984, 1990, 1996, 2010. |
| Camarões                       | Canon Yaoundé      | 5  | 1971, 1978, 1980, 1986, 1987. |
| Gana                           | Hearts of Oak      | 5  | 1972, 1977, 1979, 1998, 2000. |
| Egito                          | Ismaily SC         | 5  | 1969, 1970, 1992, 1995, 2003. |
| Nigéria                        | Enyimba            | 4  | 2003, 2004, 2008, 2011. |
| República Democrática do Congo | AS Vita Club       | 4  | 1973, 1978, 1981, 2014. |
| Tunísia                        | Étoile du Sahel    | 4  | 2004, 2005, 2007, 2017. |
| Argélia                        | USM Alger          | 4  | 1997, 2003, 2015, 2017. |

Maior número de finais consecutivas disputadas por um clube5 finais consecutivas
- Al Ahly SC (2020, 2021, 2022, 2023 e 2024)

Três clubes venceram a competição invictos
- JS Kabylie (1981)
- Espérance ST (1994, 2011, 2018-19)
- Al Ahly SC (2005, 2023–24)

Jogador mais vitorioso6 títulos
- Wael Gomaa (2001, 2005, 2006, 2008, 2012 e 2013)

Maior vitória na final
- TP Mazembe (5-0: 1968 e 2010)

Maior marcador
- Mohamed Aboutrika (31 golos)

Técnico com mais títulos
- Manuel José de Portugal é o técnico mais vitorioso da competição com 4 títulos (2001, 2005, 2006 e 2008), além do um vice-campeonato (2007).
- Mahmoud El Khatib foi 5 vezez artilheiro da competição

## Participações
| País                           | Clube             | N° | Anos |
| ------------------------------ | ----------------- | -- | --- |
| Sudão                          | Al-Hilal          | 33 | 1966, 1967, 1970, 1974, 1982, 1984, 1985, 1987, 1988, 1990, 1992, 1995, 1996, 1997, 1999, 2000, 2004, 2005, 2006, 2007, 2008, 2009, 2010, 2011, 2012, 2013, 2014, 2015, 2016, 2017, 2018, 2019, 2020. |
| Egito                          | Al Ahly           | 31 | 1976, 1977, 1981, 1982, 1983, 1987, 1988, 1990, 1991, 1998, 1999, 2000, 2001, 2002, 2004, 2005, 2006, 2007, 2008, 2009, 2010, 2011, 2012, 2013, 2014, 2015, 2016, 2017, 2018, 2019, 2020.             |
| Costa do Marfim                | ASEC Mimosas      | 28 | 1964, 1971, 1973, 1974, 1975, 1976, 1981, 1991, 1992, 1993, 1995, 1996, 1998, 1999, 2001, 2002, 2003, 2004, 2005, 2006, 2007, 2008, 2009, 2010, 2011, 2016, 2018, 2019                                |
| Gana                           | Asante Kotoko     | 26 | 1966, 1967, 1969, 1970, 1971, 1973, 1976, 1981, 1982, 1983, 1984 , 1987, 1988, 1990, 1992, 1993, 2004, 2005, 2006, 2007, 2009, 2010, 2013, 2014, 2015, 2020.                                          |
| Tunísia                        | Espérance         | 25 | 1971, 1986, 1989, 1990, 1992, 1994, 1995, 1999, 2000, 2001, 2002, 2003, 2004, 2005, 2007, 2010, 2011, 2012, 2013, 2014, 2015, 2017, 2018, 2019, 2020.                                                 |
| Etiópia                        | Saint George      | 24 | 1967, 1968, 1969, 1972, 1976, 1986, 1991, 1992, 1993, 1996, 1997, 2000, 2001, 2003, 2004, 2006, 2007, 2010, 2011, 2013, 2015, 2016, 2017, 2018.                                                       |
| República Democrática do Congo | Mazembe           | 24 | 1967,1968, 1969, 1970, 1972, 1977, 1988, 2001, 2002, 2005, 2007, 2008, 2009, 2010, 2011, 2012, 2013, 2014, 2015, 2016, 2017 , 2018, 2019, 2020.                                                       |
| Tanzânia                       | Young Africans    | 24 | 1969, 1970, 1971, 1972, 1973, 1975, 1982, 1984, 1988, 1992, 1996, 1997, 1998, 2001, 2006, 2007, 2009, 2010, 2012, 2014, 2016, 2017, 2018, 2020.                                                       |
| Mali                           | Stade Malien      | 24 | 1964, 1971, 1973, 1985, 1988, 1990, 1994, 1995, 2001, 2002, 2003, 2004, 2007, 2008, 2011, 2012, 2013, 2014, 2015, 2016, 2017, 2018, 2019, 2020.                                                       |
| Sudão                          | Al-Merrikh        | 24 | 1971, 1973, 1975, 1978, 1983, 1986, 1991, 1994, 1998, 2001, 2002, 2003, 2009, 2010, 2011, 2012, 2013, 2014, 2015, 2016, 2017, 2018, 2019, 2020.                                                       |
| Egito                          | Zamalek           | 23 | 1979, 1984, 1985, 1986, 1987, 1989, 1993, 1994, 1996, 1997, 2002, 2003, 2004, 2005, 2007, 2008, 2011, 2012, 2013, 2014, 2016, 2017, 2020.                                                             |
| Mali                           | Djoliba           | 22 | 1967, 1972, 1974, 1975, 1976, 1977, 1980, 1983, 1989, 1991, 1993, 1997, 1998, 1999, 2000, 2005, 2006, 2009, 2010, 2011,2012, 2013.                                                                    |
| Costa do Marfim                | Africa Sports     | 21 | 1968, 1969, 1972, 1978, 1979, 1983, 1984, 1986, 1987, 1988, 1989, 1990, 1997, 2000, 2004, 2005, 2006, 2008, 2009, 2010, 2012.                                                                         |
| República Democrática do Congo | Vita              | 20 | 1971, 1973, 1974, 1975, 1978, 1981, 1989, 1994, 1995, 1998, 2004, 2011, 2012, 2013, 2014, 2016, 2017, 2018, 2019, 2020.                                                                               |
| Gana                           | Hearts of Oak     | 18 | 1972, 1974, 1977, 1979, 1980, 1985, 1986, 1991, 1998, 1999, 2000 2001, 2002, 2003, 2004, 2005, 2006, 2008.                                                                                            |
| Camarões                       | CotonSport        | 17 | 1998, 1999, 2002, 2004, 2005, 2006, 2007, 2008, 2009, 2011, 2012, 2013, 2014, 2015, 2016, 2017, 2019                                                                                                  |
| Zimbabwe                       | Dynamos           | 17 | 1981, 1982, 1983, 1984, 1986, 1987, 1990, 1995, 1996, 1998, 1999, 2008, 2010, 2011, 2012, 2013, 2014.                                                                                                 |
| Marrocos                       | Raja Casablanca   | 17 | 1989, 1990, 1997, 1998, 1999, 2000, 2001, 2002, 2004, 2005, 2006, 2010, 2011, 2012, 2014, 2015, 2020.                                                                                                 |
| Tanzânia                       | Simba             | 17 | 1974 ,1976, 1977, 1978, 1979, 1980, 1994, 1995, 2002, 2003, 2004, 2005, 2008, 2011, 2013, 2019, 2020.                                                                                                 |
| Argélia                        | JS Kabylie        | 16 | 1978, 1981, 1982, 1983, 1984, 1986, 1990, 1991, 1996, 2005, 2006, 2007, 2008, 2009, 2010, 2020. |
| Guiné                          | Horoya            | 16 | 1986, 1987, 1989, 1992, 1993, 1995, 2000, 2002, 2012, 2013, 2014, 2016, 2017, 2018, 2019, 2020. |
| Burundi                        | Vital'O           | 15 | 1982, 1984, 1985, 1991, 1993, 1999, 2000, 2001, 2007, 2008, 2010, 2011, 2013, 2016, 2017. |
| Guiné                          | Kaloum Star       | 14 | 1966, 1970, 1971, 1981, 1982, 1985, 1988, 1990, 1994, 1996, 1997, 1999, 2008, 2015. |
| Zâmbia                         | Nakna             | 14 | 1983, 1984, 1986, 1987, 1989, 1990, 1991, 1992, 1993, 1994, 2000, 2002, 2014, 2019. |
| Burquina Fasso                 | Faso-Yennenga     | 14 | 1972, 1973, 1990, 1996, 2000, 2003, 2004, 2005, 2007, 2010, 2011, 2012, 2013, 2014. |
| Tunísia                        | Etoile du Sahel   | 14 | 1987, 1988, 1998, 2004, 2005, 2006, 2007, 2008, 2009, 2012, 2016, 2017, 2018, 2020. |
| Camarões                       | Canon             | 13 | 1971, 1972, 1978, 1980, 1981 , 1983, 1986, 1987, 1992, 2003, 2004, 2007, 2009 |
| Líbia                          | Al-Ittihad        | 13 | 1967, 1985, 1990, 1991, 1992, 2003, 2004, 2006, 2007, 2008, 2009, 2010, 2011. |
| Uganda                         | Villa             | 13 | 1983, 1985, 1987, 1988, 1991, 1993, 1999, 2000, 2001, 2002, 2003, 2004, 2005. |
| Senegal                        | Diaraf            | 14 | 1968, 1971, 1976, 1977, 1983, 1990, 1996, 2001, 2004, 2005, 2006, 2007, 2011, 2019. |
| Guiné                          | Hafia             | 13 | 1967, 1968, 1969, 1972, 1973, 1975, 1976, 1977, 1978, 1979, 1980, 1983, 2020. |
| África do Sul                  | Mamelodi Sundowns | 13 | 1994, 1999, 2000, 2001, 2006, 2007, 2008, 2015, 2016, 2017, 2018, 2019, 2020. |
| Quénia                         | Gor Mahia         | 14 | 1969, 1977, 1980, 1984, 1991, 1992, 1994, 1996, 2014, 2015, 2016, 2018, 2019, 2020. |
| Uganda                         | KCCA              | 13 | 1977, 1978, 1982, 1984, 1986, 1992, 1998, 2009, 2014, 2015, 2017, 2018, 2020. |
| Quénia                         | AFC Leopards      | 12 | 1968, 1971, 1972, 1974, 1981, 1982, 1983, 1987, 1989, 1990, 1993, 1999. |
| Congo                          | Étoile du Congo   | 12 | 1968, 1979, 1980, 1982, 1988, 1990, 1993, 1995, 2001, 2002, 2007, 2016. |
| Marrocos                       | Wydad             | 12 | 1987, 1991, 1992, 1993, 1994, 2007, 2011, 2016, 2017, 2018, 2019, 2020. |
| Argélia                        | ES Sétif          | 11 | 1987, 1988, 1989, 2008, 2010, 2011, 2013, 2014, 2015, 2016, 2018. |
| Marrocos                       | FAR Rabat         | 11 | 1968, 1985, 1986, 1988, 1990, 2005, 2007, 2006, 2008, 2009, 2014, |
| Gabão                          | 105 Libreville    | 11 | 1979,1983, 1984, 1986, 1987, 1988, 1998, 1999, 2000, 2002, 2008. |
| Burquina Fasso                 | Étoile Filante    | 11 | 1966, 1986, 1989, 1991, 1992, 1994, 1995, 2002, 2008, 2009, 2015. |
| Nigéria                        | Enyimba           | 11 | 2002, 2003, 2004, 2005, 2006, 2008, 2011, 2014, 2015, 2016, 2020. |
| Botsuana                       | Township Rollers  | 11 | 1981, 1983, 1984, 1985, 1988, 1996, 2015, 2017, 2018, 2019, 2020. |
| África do Sul                  | Orlando Pirates   | 11 | 1995, 1996, 1997, 2002, 2004, 2006, 2010, 2012, 2013, 2019, 2020. |
| Líbia                          | Al-Ahly Tripoli   | 11 | 1972, 1974, 1979, 1981, 1983, 2000, 2001, 2009, 2015, 2016, 2017. |
| Tunísia                        | Africain          | 10 | 1991, 1992, 1993, 1997, 2008, 2009, 2010, 2011, 2016, 2019, |
| Egito                          | Ismaily           | 10 | 1969, 1970, 1971, 1972, 1973, 1992, 1995, 2003, 2010, 2019. |
| Nigéria                        | Enugu Rangers     | 10 | 1971, 1975, 1976 , 1978 , 1982 , 1983, 1985 , 2006 , 2013, 2017. |
| Mali                           | Real Bamako       | 10 | 1966, 1970, 1981, 1982, 1984, 1987, 1992, 2014, 2017, 2018. |
| Congo                          | Diables Noirs     | 10 | 1966, 1977, 1992, 2005, 2008, 2010, 2012, 2014, 2015, 2017. |
| Quénia                         | Tusker            | 10 | 1973, 1986, 1997, 2000, 2001, 2005, 2006, 2012, 2013, 2017. |
| República Democrática do Congo | Motema Pembe      | 10 | 1976, 1979, 1990, 1997, 1999, 2000, 2005, 2006, 2008, 2009. |
| Argélia                        | USM Alger         | 9  | 1997, 2003, 2004, 2005, 2006, 2007, 2015, 2017, 2020. |
| Zâmbia                         | ZESCO United      | 8  | 2008, 2009, 2011, 2015, 2016, 2018, 2019, 2020. |
| República Democrática do Congo | Saint Eloi Lupopo | 8  | 1969, 1982, 1987, 1991, 2003, 2006, 2007, 2010. |
| Nigéria                        | Kano Pillars      | 6  | 2009, 2011, 2013, 2014, 2015, 2020. |
| Costa do Marfim                | Séwé              | 5  | 2007, 2013, 2014, 2015, 2017. |
| República Democrática do Congo | Dragons           | 4  | 1966, 1980, 1983, 1985. |
| Costa do Marfim                | Stade d'Abidjan   | 3  | 1966, 1967, 1970. |
| Costa do Marfim                | Stella            | 3  | 1980, 1982, 1985. |
| Camarões                       | UMS de Loum       | 3  | 2017, 2019, 2020. |
| Senegal                        | Génération Foot   | 2  | 2018, 2020. |
| Costa do Marfim                | Tanda             | 2  | 2016, 2017. |
| República Democrática do Congo | Sanga Balende     | 2  | 1984, 2015. |
| Costa do Marfim                | Amadou Diallo     | 2  | 2012, 2013 |
| Costa do Marfim                | Gagnoa            | 2  | 1977, 2018-19. |
| República Democrática do Congo | Tshinkunku        | 1  | 1986. |
| República Democrática do Congo | SCOM Mikish       | 1  | 1992. |
| República Democrática do Congo | AS Bantous        | 1  | 1996. |
| República Democrática do Congo | Cilu              | 1  | 2004. |
| Zâmbia                         | Green Eagles      | 1  | 2020. |
| Costa do Marfim                | Jeunesse          | 1  | 2011. |
| Costa do Marfim                | Williamsville     | 1  | 2018. |
| Costa do Marfim                | SO I'Armée        | 1  | 2020 |